# Phthoa
Phthoa is een geslacht van wandelende takken uit de familie Bacillidae. De wetenschappelijke naam van dit geslacht is voor het eerst voorgesteld door Ferdinand Karsch in een publicatie uit 1898.

## Soorten
Het geslacht Phthoa omvat de volgende soorten:
- Phthoa angolensis (Bolívar, 1889)
- Phthoa bispinosa Piza, 1946
- Phthoa brasiliensis Piza, 1938
- Phthoa occidentalis Rehn, 1911
- Phthoa prolixa Karsch, 1898